# Pherotesia gaviota
Pherotesia gaviota är en fjärilsart som beskrevs av Paul Dognin 1895. Pherotesia gaviota ingår i släktet Pherotesia och familjen mätare. Inga underarter finns listade i Catalogue of Life.